# Tự cảm nhận ngoại hình cơ thể
Tự cảm nhận ngoại hình cơ thể (tiếng Anh: body image) là thuật ngữ dùng để chỉ sự nhận thức, đánh giá của một cá nhân nào đó về chính ngoại hình của mình và người đó tin tưởng rằng người khác cũng thấy mình như vậy. Trong nhiều trường hợp sự cảm nhận của một người về ngoại hình của mình khác rất nhiều so với thực tế, ví dụ như một phụ nữ có vóc dáng bình thường nhưng lại luôn nghĩ rằng bản thân quá béo.

## Trạng thái tích cực
Khi một người tự tin vào ngoại hình của mình người đó đang ở trạng thái tích cực trong việc tự cảm nhận về hình ảnh cơ thể, điều đó giúp anh ta (cô ta) thoải mái trong các tình huống xã hội như giao tiếp, nói chuyện trước đám đông... Ở con người tiếp xúc xã hội mang ý nghĩa quan trọng ảnh hưởng nhiều đến chất lượng cuộc sống, trạng thái tâm lý và thành bại trong công việc do vậy sự tự tin là yếu tố cần phát huy.

## Trạng thái tiêu cực
Sự rối loạn cảm nhận ngoại hình có thể dẫn đến việc tự đánh giá thấp bản thân, gây ra một số bệnh như trầm cảm, rối loạn ăn uống, lo âu quá độ,..Đồng thời cũng tác động xấu đến sức khỏe thể chất. Đôi khi họ oán trách bậc cha mẹ đã sinh ra họ trong hình hài không ưa nhìn (mặc dù phần lớn điều đó là tưởng tượng và không có ích gì), hay tránh xa các tình huống mang tính cộng đồng, tụ tập nơi đông người vì sợ bị đánh giá, đây là mầm mống cho căn bệnh ám ảnh sợ xã hội. Tạp chí Psychology Today trong một nghiên cứu của mình đã chỉ ra rằng có tới 56% phụ nữ và 43% nam giới không hài lòng với ngoại hình của mình, trong đó bất mãn lớn nhất ở cả hai giới là hình dáng bụng sau đó đến trọng lượng cơ thể. Tuy nhiên có sự khác nhau rất lớn trong vấn đề liên quan đến trọng lượng cơ thể, với nữ giới phần lớn họ mong mình giảm cân thì ngược lại người nam lại có một số lượng không nhỏ mong tăng cân và hầu như tất cả đều muốn trông cơ bắp hơn.

### Tính bất nhất, tính cầu toàn và ảnh hưởng tiêu cực

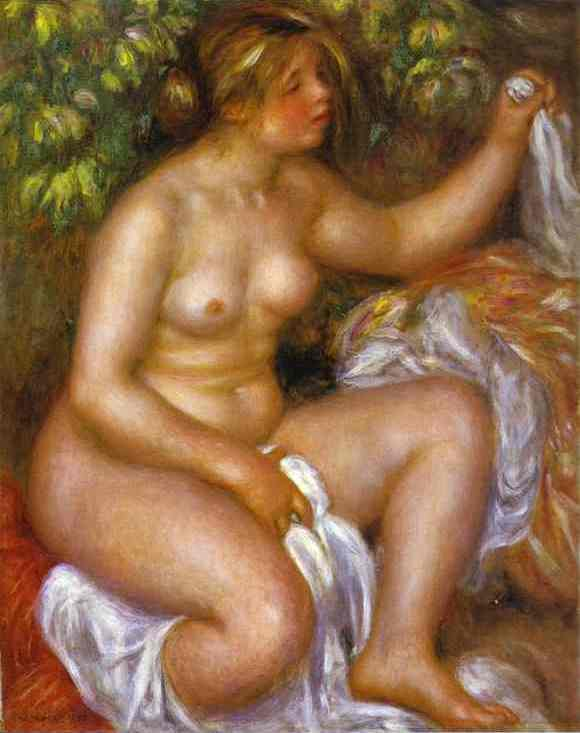
Bức tranh After the Bath của họa sĩ thế kỷ 19 Pierre-Auguste Renoir, thân hình lý tưởng của phụ nữ thời đó là phải đẫy đà

Tỷ số vòng eo trên vòng mông (WHR) là một tiêu chí đánh giá vẻ đẹp ở cả phụ nữ lẫn nam giới đặc biệt là ở phái yếu, điều này giải thích tại sao sự ám ảnh về vòng eo lại nằm trong tốp đầu. Tuy nhiên các nghiên cứu cho thấy giá trị WHR ưu thích khác nhau ở mỗi nước với biên độ biến thiên tương đối rộng, sự khác nhau thấy rõ giữa Trung Quốc và Nam Mỹ . Về cân nặng, người phụ nữ được coi là hấp dẫn hơn trong vóc dáng mảnh khảnh chỉ mới là suy nghĩ xuất hiện trong thời đại gần đây khi thức ăn trở nên thừa thãi, có bằng chứng cho thấy ngày xưa vóc dáng lý tưởng của người phụ nữ phải là mập mạp. Tính bất nhất của một số tiêu chuẩn cho thấy mặc dù có yếu tố khách quan nhưng vẻ đẹp cũng vẫn mang tính chủ quan của thời đại, văn hóa và dân tộc.
Cân nặng quá thấp ở người nữ ảnh hưởng rất tiêu cực đến sức khỏe, để đạt được trọng lượng mong muốn nữ giới (mà trong đó nhiều trường hợp có cân nặng hoàn toàn bình thường) thường xuyên ăn kiêng không hợp lý hoặc nghiêm trọng hơn nữa đó là nhịn ăn liên tục, với thiếu nữ điều này có thể làm chậm phát triển thể chất, ở trẻ em có thể gây dậy thì muộn, ngoài ra còn có thể khởi phát căn bệnh chán ăn tâm thần - một bệnh có nguy cơ tử vong rất cao. Với nam giới tuy rằng mong muốn cơ bắp hơn là mong muốn có lợi cho sức khỏe nhưng vấn đề lại ở chỗ có rất nhiều người không hài lòng ngay cả khi đối với người khác họ đã có cơ thể hấp dẫn, đây là dấu hiệu cho chứng bệnh mặc cảm thiếu cơ bắp. Chán nản về ngoại hình thường xuyên xảy đến ở những người cầu toàn cả ở nam lẫn nữ, đặt ra tiêu chuẩn quá cao và không bao giờ cảm thấy bằng lòng với thành công, họ hay luyện tập thể thao quá độ và cuối cùng lại gây ra kết quả ngược do xuất hiện nhiều chấn thương, trong khi đó hình ảnh về cơ thể không được cải thiện bao nhiêu vì tiêu chuẩn ngày càng được đẩy cao thêm một cách phi lý.

## Nguyên nhân từ nhiều phía

Sự khác nhau giữa thực tế và khi lên trang bìa. Da trở sáng hơn, được tẩy tàn nhan, xóa nếp nhăn, cánh tay nhỏ lại...(Kích vào hình để thấy rõ hơn)

Khi mặc cảm ngoại hình chi phối toàn bộ đời sống tinh thần thì đó là vấn đề hết sức nghiêm trọng, lúc này nguy hiểm lớn nhất là việc đánh đồng sức hấp dẫn cơ thể với giá trị của một con người.
Điều này không phải không có nguyên nhân, chúng ta vẫn thường gán những giá trị tích cực đối với người có hình thể lôi cuốn, chẳng hạn đó là một người tốt hay đáng tin, đáng tôn trọng ngược lại những người có ngoại hình không ưa nhìn thì bị gán những thuộc tính tiêu cực mặc dù chính chúng ta không biết điều đó thực tế có đúng hay không . Trong các câu truyện cổ tích người ta cũng thường làm như vậy, mụ phù thủy, ma quỷ và nói chung là những nhân vật phản diện đều bị mô tả với ngoại hình đáng sợ, ngược lại người tốt và giành được kết quả có hậu thường được mô tả có vẻ ngoài hấp dẫn, chính những điều đó vô hình trung đã tạo ra sự suy luận phi logic. Tuy nhiên điều này không có nghĩa là trẻ em không nên đọc những thể loại truyện đó mà cái chính là người lớn phải phân tích giúp các em hiểu được thông điệp thực sự của câu chuyện. Mong muốn lấy người hấp dẫn và bản thân trở nên hấp dẫn hơn là suy nghĩ theo các nhà sinh học là phù hợp với quy luật tiến hóa, tuy nhiên cho rằng ngoại hình với giá trị con người là đồng nhất là sai lầm đã đẩy nhiều người đến đau khổ.
Giới truyền thông trong đó có truyền hình, tạp chí được cho là nơi tạo ra những suy nghĩ thiếu tích cực về cơ thể. Thường xuyên những phụ nữ gầy ốm và nam giới với cơ bắp quá mức xuất hiện khắp nơi, điều này hàm ý rằng để được chú ý, hấp dẫn, nam tính hay xinh đẹp bạn cũng phải giống như vậy. Nhiều nghiên cứu cho thấy sự ảnh hưởng của nền văn hóa phương Tây lên các quan niệm về cái đẹp, thậm chí làm đảo lộn, chẳng hạn ở Nam Phi, phụ nữ tin rằng đẹp thì phải gầy - điều mà trái ngược hẳn với suy nghĩ của họ trước kia.
Nhưng nhiều người không biết rằng thực tế ngoài đời và trên bìa tạp chí có một khoảng cách tương đối lớn, họ sử dụng rất nhiều kỹ thuật chỉnh sửa ảnh để tiến sát tới các tiêu chuẩn sắc đẹp đương thời trong đó công cụ hay sử dụng là phần mềm chỉnh sửa ảnh photoshop. Điều này phá hủy tính đa dạng của hình thể con người khi cố đưa ra một chuẩn cứng nhắc và đôi khi phi lý. Những người có ảnh hưởng nhất đến sự cảm nhận của một người về ngoại hình của chính mình bao gồm cha mẹ, bạn bè và đồng nghiệp. Chính họ đôi khi với những nhận xét không chủ tâm đã tạo ra các niềm tin lệch lạc.

## Nâng cao cảm nhận tốt về ngoại hình bản thân
Một số biện pháp dưới đây giúp chúng ta có cái nhìn tốt hơn về vóc dáng của chính mình, có lời khuyên tập trung vào thay đổi chính ngoại hình bằng cách luyện tập, ăn uống đúng cách cũng có lời khuyên nhắc nhở chúng ta bỏ đi các niềm tin và hành vi tiêu cực

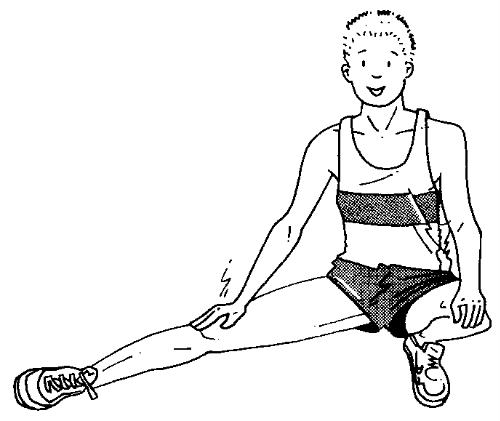
Tập thể dục giúp nâng cao sức khỏe và vẻ đẹp, cái quan trọng nhất là tập đúng cách và lựa chọn môn yêu thích, điều đó giúp duy trì lâu dài việc luyện tập

- Có những nhận xét tích cực và tránh những nhận xét tiêu cực về cơ thể
- Tập thể dục hoặc tham gia chơi các môn thể thao để cảm thấy thoải mái và cải thiện sức khoẻ bản thân, các nghiên cứu cho thấy chơi một môn thể thao nào đó giúp bạn cải thiện sự tự tin
- Hãy lắng nghe cơ thể bạn, ăn khi cảm thấy đói và duy trì thói quen ăn uống có lợi cho sức khoẻ và nhớ rằng sức khỏe tốt cũng giúp chúng ta đẹp hơn
- Không cười hay coi thường, chế nhạo người ta trông như thế nào, không đặt biệt hiệu tiêu cực cho người khác vì điều này có thể làm họ bị tổn thương
- Hãy tập trung vào những điều mà bạn thấy thích về bản thân bạn và lập mục tiêu để cải thiện những điều mà bạn có sự kiểm soát được nhưng không chú trọng vào những thiếu sót của bạn đến nỗi ám ảnh về nó
- Ngoại hình của chúng ta do nhiều yếu tố quyết định trong đó có gen, dinh dưỡng, luyện tập...
- Tìm kiếm sự giúp đỡ của gia đình, bạn bè khi cảm thấy cuộc sống căng thẳng